# Sistema crow de parentesco
El sistema de parentesco crow es uno de los sistemas de teminología de parentesco identificados por la antropología. Aparece por primera vez en un texto antropológico en 1871, en la obra Sistemas de consanguinidad y afinidad de la familia humana, escrito por Lewis H. Morgan, precursor de la antropología social estadounidense. A partir de entonces, se considara al sistema crow como uno de los seis grandes sistemas de terminología existentes, junto a los sistemas esquimal, hawaiano, iroqués, omaha y sudanés. Este sistema debe su nombre a la tribu amerindia crow, entre quienes fue detectado por primera ocasión.

## Características del sistema de nomenclatura crow
El sistema crow es parecido al sistema iroqués, pero establece distinciones entre el matrilinaje y el patrilinaje de ego. Este sistema se caracteriza porque en lugar de diferenciar entre linaje materno o paterno, distingue entre generaciones. Los parientes paternos de un sujeto son distinguidos solo por su sexo, sin tomar en cuenta su generación. En contraste, los parientes maternos de ego son denominados con términos que distinguen su generación. 
El sistema crow sólo se encuentra en aquellos grupos donde prima la adscripción de un sujeto como descendiente de un linaje materno. A este tipo de grupos, en la terminología antropológica de los estudios de parentesco se les conoce como matrilaterales. Por lo tanto, este sistema se convierte en una imagen especular del sistema omaha, propio de sociedades patrilaterales.

## Reglas
Para explicar las características del sistema de parentesco crow, Françoise Héritier --siguiendo a Floyd Lounsbury-- señala que los sistemas de nomenclatura del tipo crow siguen las siguientes reglas:
- Regla de la fusión: los sistemas de parentesco crow reconocen una equivalencia formal entre hermanos del mismo sexo.
- Regla de los hermanastros: los medios hermanos, hijos de un mismo padre o madre, pero no de ambos progenitores, son iguales a los hermanos. Hermanos y hermanastros funcionan de la misma manera en el sistema de relaciones sociales.
- Regla de la proyección oblicua: Dos generaciones pueden ser equivalentes en el sistema de nomenclatura. Por ejemplo, en el caso del sistema crow, ego puede llamar hermanas a las hermanas de su padre, de su abuelo paterno y su abuelo materno.[3]